# Sensorprotein QseC
Das Sensorprotein QseC ist ein Enzym, das in der Zellmembran von Bakterien vorkommt. Über das Regulationsprotein QseB aktiviert es die Transkription von mehreren unter anderem virulenten Genen. So startet es die Expression des FlhC-Proteins, welches für die Aktivierung der Flagellen-Biosynthese zuständig ist. Diese Reaktion ist ein Teilschritt in der Übertragung des Signals an das Bakterium, dass außen lohnende Wirtszellen vorliegen, mit der Folge, dass das Bakterium die Produktion von weiteren Proteinen mit virulenter Wirkung hochfährt, gewissermaßen also 'zum Angriff' übergeht.
QseC ist essentiell für die Virulenz von enterohämorrhagischen Escherichia coli (EHEC) und reguliert die Expression von virulenten Genen in einigen anderen pathogenen Stämmen wie Salmonella typhimurium. Das Enzym ist daher ein vielversprechendes Target für die Pharmabranche mit dem Ziel, neuartige Antibiotika zu entwickeln.

## Signalübertragung
Das Sensorprotein QseC ist eine Histidinkinase, die Kommunikation zwischen einem prokaryotischen Krankheitserreger und einem eukaryotischen Wirt ermöglicht, also eine Signaltransduktion zwischen zwei verschiedenen Tierreichen (inter-kingdom signalling). Das in der bakteriellen Zellmembran sitzende QseC bindet die von Wirt freigesetzte Hormone Adrenalin und Noradrenalin sowie das bakterielle Hormon AI-3. Durch diese Bindung findet zuerst eine Autophosphorylierung von QseC statt und daraufhin die Phosphorylierung des Regulationsproteins QseB. Dieses aktiviert dann direkt die Transkription von Zielgenen. Es handelt sich folglich um ein Zweikomponentensystem. 
Zu den Zielgenen von QseC zählen Gene, die für die Zelladhäsion, Bewegung (motility genes) und Eisenaufnahme verantwortlich sind sowie das Shiga-Toxin. Das erklärt zum Teil die Schlüsselrolle von QseC in der Virulenz von EHEC. Da QseC auch das pathogen-eigene Hormon AI-3 bindet, ist es ein Beispiel für einen Rezeptor, der Signale aus unterschiedlichen Tierreichen integriert.

## Antibiotika
QseC ist ein potentiell vielversprechendes Zielmolekül für die Entwicklung einer neuen Klasse von Antibiotika. Dies liegt daran, dass durch die Inhibition von QseC keine Unterdrückung des Wachstums von Krankheitserregern stattfindet wohl aber die Hemmung der Virulenz. Dies ermöglicht den zukünftigen Antibiotika deren Wirkung voll zu entfalten, ohne sich dabei unter den selektiven Druck zu setzen. Denn die Haupteinschränkung von heutigen Antibiotika ist die Entwicklung der Antibiotikum-Resistenz durch die Krankheitserreger. 
Es wurden bereits einige Erfolge auf diesem Gebiet erzielt. So wurde 2008 durch eine US Forschungsgruppe in University of Texas ein Inhibitormolekül LED209 gefunden, das die Autophosphorylierung von QseC inhibiert und folglich die Expression von Virulenzgenen verhindert. Die Wirkung von LED209 wurde anhand von Mausmodellen nachgewiesen. Das Molekül wird als der Ausgangspunkt für die Entwicklung von Antibiotika gegen vielfache bakterielle Krankheitserreger dienen.